# Península de Avalon
La península de Avalon es una gran península (10 360 km2) que se encuentra en el sureste de la isla de Terranova. Está habitada por 242.875 personas, aproximadamente el 49% de toda la población de Terranova.
La península de Avalon tiene aproximadamente la forma de una estrella de cinco puntas, ya que se compone de cuatro penínsulas y está unida al resto por el istmo de Avalon, de sólo 5 km de ancho. En el noreste de la península se encuentra San Juan de Terranova, capital de la provincia canadiense de Terranova y Labrador. Cuenta con cuatro bahías, la bahía de la Trinidad, la bahía de Concepción, la bahía de Santa María y la bahía de Placentia.
Desde el punto de vista geológico, la península de Avalon está formada por rocas volcánicas y rocas sedimentarias del Tiempo Precámbrico. El océano Atlántico abierto hoy día, 150 millones de años atrás, a raíz de la antigua cadena Caledoniana, que el antiguo sistema montañoso de la Era Paleozoica surgió de la interacción de los antiguos continentes Laurentia (la base de América del Norte) y Báltica (la base de las regiones del norte de Europa). La apertura, sin embargo, no coincide exactamente con la antigua sutura. Un análisis de los fósiles, demuestra que la península de Avalon, en realidad es geológicamente similar a Gales, a España y al norte de África. En otras palabras, la península de Avalon es diferente del resto del Terranova y similar a los territorios de lugares de la Unión Europea. De hecho, la península de Avalon también es geológicamente diferente de las tierras derivados de paleocontinente Báltica y da por sentado que perteneció a un pequeño auto-continente, llamado Avalonia. Richard Fortey ha sugerido que, durante el primer Ordovícico, Avalonia fue separándose por un océano Báltico bautizado como Tornquist.